# Premogovnik Trbovlje
Premogovnik Trbovlje je rudnik rjavega premoga, ustanovljen 10. novembra 1804 v Trbovljah.

## Zgodovina

### Do leta 1873
Premogovnik Trbovlje je bil ustanovljen 10. novembra 1804 potem ko je dve leti prej Franz Maurer, skupaj s petimi družabniki v Trbovljah najel ozemlje za kopanje premoga. Franz Maurer, deželni odvetnik iz Dunajskega Novega mesta, je za najdbo premoga v Trbovljah slišal od dveh rudarjev, Thonhauserja in Holubarja. Ozemlje pa je najel skupaj s petimi družabniki, ker sam ni imel dovolj sredstev.
Podelitveno listino je za višji rudarski urad podpisal Jožef Winter, rudarski svetnik. V podelitvini listini so bile označene podeljene jamske mere, posebni rudniki, z lastnim rovom, ki so se imenovali Frančiškov (St. Francisci Stollen), Vilijemov (St. Wilhelm Stollen), Jurijev (St. Georgii Stollen), Antonov (St. Antonii Stollen), Jožefov) (St. Josephi Stollen, Terezijin (St. Theresia Stollen), Nežin (St. Agnes Stollen) in Ignacijev rov (St. Ignatii Stollen). Jamske mere so bile imenovane po krstnih imenih družabnikov (Franc, Vilijem, Jurij, Anton) in po članih Maurerjeve rodbine (Jožef, Terezija, Neža, Ignacij). Celoten kompleks pa se je imenoval Rudnik kamenega premoga v Trbovljah (Steinkohlenbergbau in Trifail).
Kmalu po odprtju pa se je pojavila težava, saj nakopanega premoga niso mogli prodati, saj so bile prometne povezave v celotnem Zasavju zelo slabe in zato se je skupina razšla. Maurer pa je vztrajal sam, in je premog skušal spraviti v promet, toda z malo uspeha. Leta 1825 sta njegova sinova Ignacij Pavel in Franc Ksaverij, ki sta dve leti prej prevzela podjetje, zgradila steklarno, ki je do leta 1855 kot gorivo uporabljala kosovni premog, kasneje pa tudi drobnejše vrste, ki so jih prej zametavali. Kljub temu, da so nekateri rovi opusteli, sta brata premogovnik obdržala v obratovanju.
V premogovniku so sprva nakopali zelo malo (leta 1818 so nakopali samo 22,4 tone, leta 1841 pa 473 ton), poraba pa se je povečala z industrializacijo, oziroma z gradnjo južne železnice med Trstom in Dunajem, torej po letu 1847, saj so med gradnjo potrebovali velike količine apna in opeke, ki med drugim za nastanek potrebujeta ogenj. Premog pa je zelo gorljiva snov. Tudi po izgradnji, leta 1849, je južna železnica ostala konstanten porabnik premoga, saj so lokomotive za delovanje potrebovale premog. Prav tako pa je železnica omogočala prevoz večjih količin premoga.
Od leta 1839 se je za trboveljski premogovnik začela zanimati tudi država, torej Avstrijsko cesarstvo, in v letih od 1847 do 1867 je tudi erar imel svoj premogovnik. Vendar pa je do tega prišlo šele po številnih sporih in po podpisu izvensodnega sporazuma. Istega leta pa se je rudniška posest povečala še za 20 jamskih polj in Maurerji ter erar so izkopavali vse več premoga, toda pravi razvoj je prinesla združitev kapitala. Najprej je erarno posest kupilo več industrijalcev, med njimi pivovarji Kozlerji, ti pa so leta 1869 ustanovili Združbo Vodenskega rova, ki je kmalu še dodatno povečala izkop (leta 1872 že 48.537 ton).
V drugi polovici 19. stoletja pa so se v Trbovljah zgradile rudarske hiše. Namenjene so bile rudarjem in njihovim družinam in so zagotavljale le najnujnejše bivanje. Pri gradnji sočasnega večjega števila so jih združevali v rudarske kolonije: Njiva, Žabjek, Terezija, Kolonija ob cesti, za višje rudarske uradnike kolonijo Gvido, za rudniške nadzornike pa koloniji Kurjo vas in Bauerjevo kolonijo.

### Do konca 19. stoletja
Leta 1873 je Združba Vodenskega rova prodala svojo posest Trboveljski premogokopni družbi (TPD), ki je bila ustanovljena 30. decembra 1872 kot delniška družba na temelju koncesijske pogodbe. TPD je isto leto odkupila tudi Maurerjev premogovnik. Toda TPD se ni zadovoljila samo s trboveljskim rudnikom, temveč je pokupila rudnike v celotnem Zasavju: leta 1880 zagorski rudnik, v letih od 1880 do 1886 pa še hrastniške rudnike v Dolu in Ojstrem.
TPD je postala eden izmed največjih monopolov, ki so delovali na ozemlju današnje Slovenije. Vodstvo TPD je bilo na Dunaju, na rudnikih pa je bilo vodenje zaupano strokovnjakom, ki so že prej vodili rudnike.  Rudarski strokovnjaki so bili tujci, proti koncu 19. stoletja pa so bili izšolani že prvi slovensk strokovnjaki.
TPD je poskrbela za modernizacijo in je začela dopolnjevati tehnično opremo rudnikov, v jamah je uvedla ventilacijo in druge tehnične izboljšave ter tako neprenehoma večala proizvodnjo in zniževala lastno ceno premoga. Leta 1882 so trboveljski rudnik razdelili na vzhodni in zahodni revir, leta 1891 so uvedli umetno ventilacijo (zgradili so ventilatorje, katere so poganjale lokomotive, ostalo moderniziranje je nastopilo šele po letu 1900), količina nakopanega premoga pa se je še povečala: leta 1884 je rudnik presegel mejo 300,000 ton izkopa, leta 1895 pa so v njem nakopali že 505 130 ton. Do edinega padca cen je prišlo leta 1877, ko se je na premogovnem trgu pojavila kriza, ki je vplivala na proizvodnjo, ki je najbolj padla v letih 1878 in 1879. Takrat je splošno nižanje cen prisilio TPD v cenejše prodajanje premoga.
Premogovnik Trbovlje je imel tudi štiri dnevne ali površinske kope. Po prevzemu TPD se število dnevnih kopov v 19. stoletju ni povečalo, edina sprememba, ki se je zgodila, je bilo označevanje kopov z rimskimi številkami. Prvi je bil na območju od Trboveljščice do Male Bukove gore, drugi na območju Gvido – Žabja vas (zaprt leta 1875), tretji na območju nad današnjem naseljem Ribnik proti Limbarjem, četrti pa na območju Neža, ki pa je bil zaradi oddaljenosti manj izkoriščen.
Zaradi primanjkljaja, ki je nastajal zaradi izčrpavanja dnevnih kopov, se je rudnik ves čas širil in odpiral nove rove, saj je bilo potrebno primanjkljaj nadomestiti z delom v jamah. Najpomembnejše jame, ki so jih odprli na novo so se imenovale Baron Hopfenov rov, Lakonški rov, Grabenski rov, Rov na gmajni, Talni rov, Vodenski rov. Poleg teh rovov so na novo odprli še nekaj že zaprtih rovov, kot na primer Frančiškov rov, Ferdinandovo polje, Franc Karlovo polje, idr.
Število zaposlenih se je večalo že od odprtja premogovnika. Ob prevzemu, leta 1873, je bilo v rudniku zaposlenih 1050 ljudi, toda to število se je vsako leto, tako kot proizvodnja, večalo, do konca 19. stoletja je bilo zaposlenih že okrog 3000 ljudi. Med zaposlenimi so sicer prevladovali polnoletni moški, nekaj pa je bilo tudi žensk in mladoletnih: leta 1883 je bilo zaposlenih 264 žensk in 450 mladoletnikov. Število žensk se je do konca 19. stoletja večalo (leta 1900 zaposlenih 340), število mladoletnih pa manjšalo (leta 1900 zaposlenih 76), po letu 1900 pa se je začelo manjšati tudi število žensk.
Leta 1883 je Trbovlje obiskal avstro-ogrski cesar Franc Jožef I., ki si je ogledal tudi dnevni kop, kjer so ga pričakali rudarji in mu prikazali razstrelitev materiala. Anekdota pravi, da naj bi cesar na ogledu dnevnega kopa nekega paznika vprašal kje sploh je premog, ta pa naj bi mu odvrnil: Vaše veličanstvo, vse, kar je črno, je premog.